# نابليون (فلم 2023)
نابليون هو فيلم دراما تاريخي ملحمي صدر عام 2023 من إخراج وإنتاج ريدلي سكوت وتأليف ديفيد سكاربا استنادًا إلى قصة نابليون بونابرت، والتي تصور في المقام الأول صعود الزعيم الفرنسي إلى السلطة بالإضافة إلى علاقته بزوجته جوزفين، ومن بطولة خواكين فينيكس في دور نابليون، فانيسا كيربي في دور جوزفين.

## وصلات خارجيّة
- مقالات تستعمل روابط فنية بلا صلة مع ويكي بيانات